# Sophia Kianni

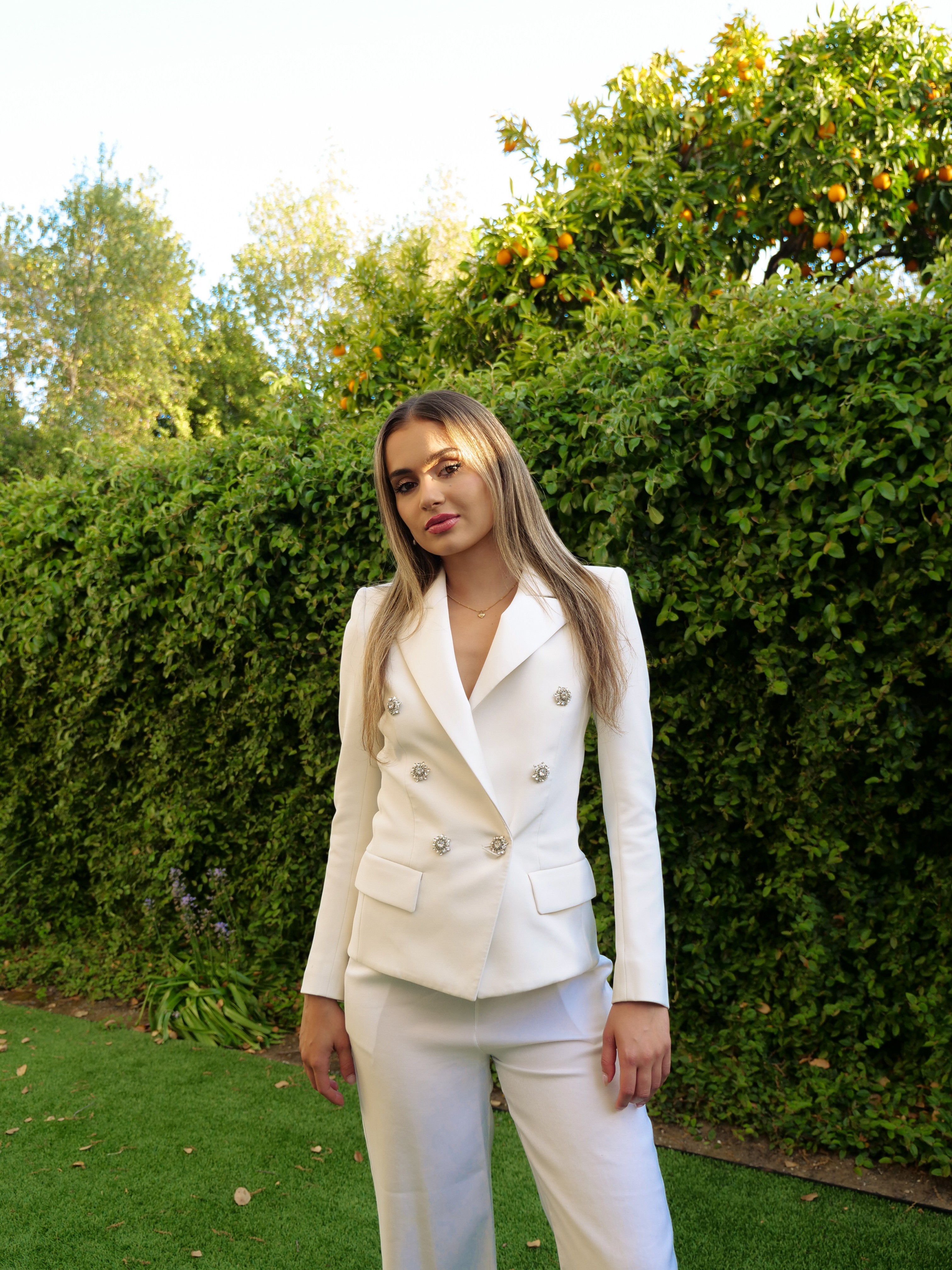
Sophia Kianni (2023)

Sophia Kianni (persisch سوفیا کیانی; * 13. Dezember 2001) ist eine iranisch-US-amerikanische Klimaaktivistin. Sie ist Gründerin und Präsidentin der gemeinnützigen Organisation Climate Cardinals, die in verschiedenen Sprachen Informationen über den Klimawandel bereitstellt. Außerdem ist sie Mitglied des National Youth Advisory Council der Environmental Protection Agency und Beraterin der Vereinten Nationen.

## Leben

### Aktivismus

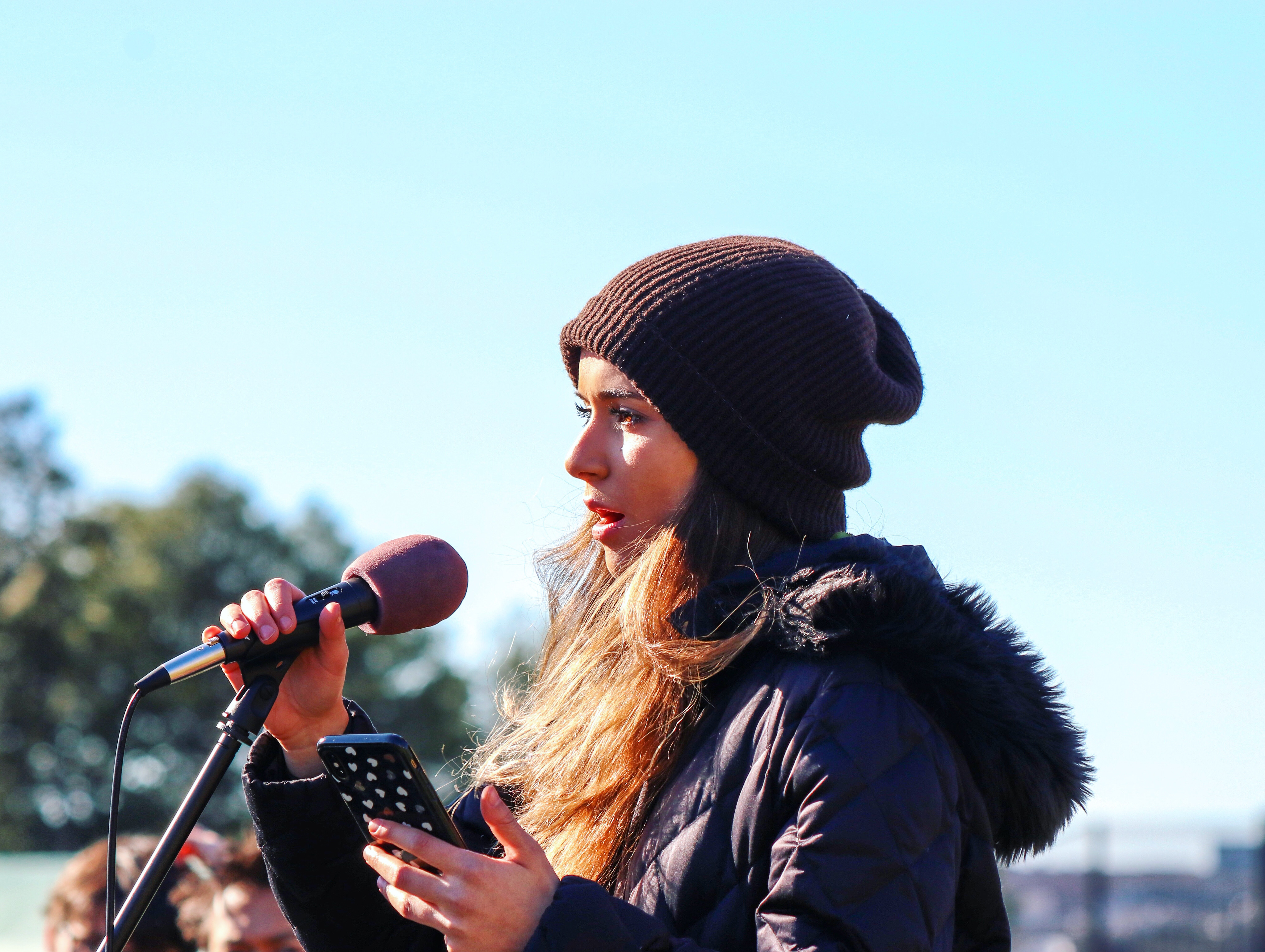
Kianni beim Globalen Klimastreik im November 2019

Kianni interessiert sich für Klimaaktivismus, seit sie während ihrer Schulzeit an der Middle School bei einem Besuch ihrer Verwandten in Teheran in einer Nacht aufgrund von Smog die Sterne nicht sehen konnte. Sie beschrieb dies als „ein Zeichen dafür, dass sich unsere Welt in einem erschreckenden Tempo erwärmt.“ Später trat sie der von Greta Thunberg gegründeten Gruppe Fridays for Future bei und nahm an Aktionen teil, um Maßnahmen gegen den Klimawandel zu unterstützen. Außerdem half sie bei der Organisation des Globalen Klimastreiks im November 2019. 2019 wurde sie nationale Strategin für Fridays for Future und nationale Partnerschaftskoordinatorin für Zero Hour.

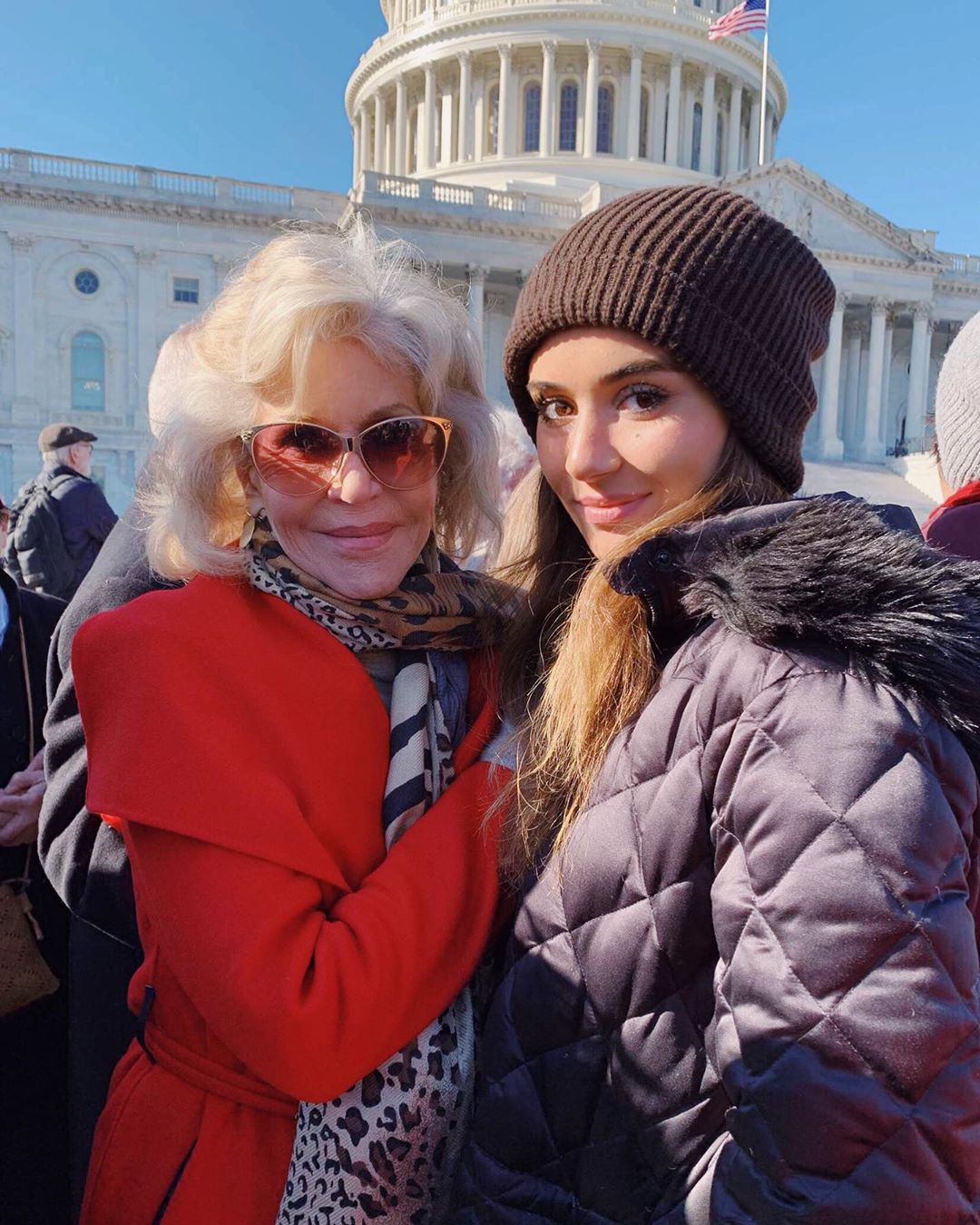
Jane Fonda (links) und Kianni (rechts) vor dem Kapitol beim Klimastreik 2019

Im November 2019 nahm Kianni an einem von Extinction Rebellion organisierten Protest teil. Geplant waren ein einwöchiger Hungerstreik und ein Sit-in am Büro von Nancy Pelosi, der Sprecherin des Repräsentantenhauses der Vereinigten Staaten. Gefordert wurde ein einstündiges Gespräch mit Pelosi vor der Kamera über den Klimawandel. Es gab etwa ein Dutzend Teilnehmer, wovon Kianni mit 17 Jahren die jüngste und eine der beiden teilnehmenden Frauen war. Kianni war nicht Mitglied von Extinction Rebellion und nahm nur am ersten Tag des Sit-ins teil. Sie hielt jedoch eine Rede und gab der Presse gegenüber Interviews, außerdem setzte sie den Hungerstreik aus der Ferne fort. Über ihre Teilnahme an dem Protest schrieb Kianni in der Teen Vogue, darüber hinaus fungierte sie 2020 als Sprecherin für Extinction Rebellion in Washington, D.C.
Aufgrund der Schulschließungen und der räumlichen Distanzierung im Zuge der COVID-19-Pandemie 2020 war Kiannis aktivistische Tätigkeit eingeschränkt, so wurden ihre Vorträge an der Stanford University, der Princeton University und der Duke University verschoben. Ihren Vortrag an der Michigan Technological University konnte sie aus der Ferne halten. Darüber hinaus beschloss Kianni, die Entwicklung von Climate Cardinals zu beschleunigen. Die Website sollte zur Übersetzung von Informationsmaterialien zum Klimawandel in verschiedene Sprachen dienen.
Im Juli 2020 wurde Kianni von António Guterres, dem Generalsekretär der Vereinten Nationen, in seine neue Jugendbeiratsgruppe zum Klimawandel berufen, die aus sieben Klimaaktivisten besteht, die ihn in Bezug auf Maßnahmen zur Bekämpfung der Klimakrise beraten. Kianni war das jüngste Mitglied der Gruppe, die aus Personen im Alter von 18 bis 28 Jahren bestand. In der Gruppe repräsentiert sie die Vereinigten Staaten, den Mittleren Osten und den Iran.
Im September 2021 gehörte Kianni zu den vier Co-Vorsitzenden der Veranstaltung Youth4Climate in Mailand, die vor der UN-Klimakonferenz in Glasgow 2021 stattfand. Das Manifest von Youth4Climate übersetzte Climate Cardinals in die sechs Amtssprachen der Vereinten Nationen. Bei der Klimakonferenz selbst sprach Kianni bei mehreren Podiumsdiskussionen und traf sich auch mit António Guterres. Im Oktober 2022 berichtete Vogue Arabia aufgrund ihrer Tätigkeit für die Vereinten Nationen und da sie bei der UN-Klimakonferenz in Scharm asch-Schaich 2022 sprach, über Kianni. Bei der UN-Klimakonferenz in Dubai 2023 kündigte sie ihre Kampagne We Wear Oil an, die auf den Beitrag fossiler Brennstoffe in der Mode zur Klimakrise aufmerksam machen soll. Bilder von ihr, auf denen sie scheinbar mit Erdöl übergossen ist, erschienen in Women’s Wear Daily und Vogue Arabia.
2023 wurde Kianni Mitglied des Vorstands des Museum for the United Nations – UN Live und war eines der 16 Mitglieder, die von Michael S. Regan in das National Environmental Youth Advisory Council (NEYAC) der Environmental Protection Agency berufen wurden.

### Autorin und Rednerin
2019 schrieb Kianni für Teen Vogue einen Artikel über den Hungerstreik am Büro von Nancy Pelosi. Im folgenden Jahr schrieb sie zwei Artikel über die Auswirkungen des Coronavirus; für die Cosmopolitan-Ausgabe für den Mittleren Osten über die Auswirkungen auf die Nouruz-Feier ihrer Familie und für Refinery29 über die Auswirkungen auf ihren täglichen Alltag als Klimaaktivistin. Für MTV News schrieb sie einen Artikel über das 50. Jubiläum des Tags der Erde, bei dessen Koordination sie geholfen hatte. 2022 schrieb sie für The Washington Post darüber, wie sie im College nachhaltig lebt. Im Jahr 2023 verfasste sie zusammen mit Greta Thunberg und Vanessa Nakate ein Editorial für CNN, in dem sie die Unterstützung durch US-Präsident Joe Biden für das Willow-Projekt für Ölbohrungen in Alaska als Verrat bezeichnete.
2021 begann Kianni damit, einen Podcast für The New Fashion Initiative zu moderieren, in dem sie Experten aus der Modebranche zur Bekämpfung des Klimawandels interviewte.
Kianni sprach bei mehreren Konferenz, darunter der Web Summit, der Arch Summit 2022, Washington Post Live, BBYO Insider, die Public Interest Environmental Law Conference, das New York Times Events’ Climate Hub und TED Countdown.

### Climate Cardinals
2020 gründete Kianni die gemeinnützige Organisation Climate Cardinals, die in jeder Sprache Informationen über den Klimawandel bereitstellen soll. Sie wurde nach dem Rotkardinal, dem Staatsvogel von Virginia, benannt, der als Metapher für Informationen steht, die um die Welt fliegen. Kianni hatte zuvor für ihre iranische Verwandtschaft englische Artikel über den Klimawandel auf Persisch übersetzt, da das Thema in den iranischen Medien kaum behandelt wurde. Sie gab an, dass Informationen über den Klimawandel meist nur auf Englisch oder bestenfalls auch auf Chinesisch und Spanisch verfügbar seien, weshalb sie für Sprecher anderer Sprachen unzugänglich seien.
Climate Cardinals wurde im Mai 2020 gestartet und bereits am ersten Tag meldeten sich 1.100 Freiwillige als Übersetzer. Darüber hinaus gab es eine Partnerschaft mit dem iranischen Radiosender Radio Javan, um die Grafiken und Übersetzungen mit Iranern zu teilen. Climate Cardinals wird von der International Student Environmental Coalition, einer gemeinnützigen Organisation nach 501(c)(3), finanziert, die es Studenten ermöglicht, zu ihren Übersetzungen beizutragen, um ehrenamtliche Arbeitsstunden zu sammeln, die sie für ihre Arbeit, zur Erfüllung von Universitätsanforderungen oder zur Verbesserung ihrer College-Bewerbungen benötigen. Im August 2020 bestand die Gruppe aus über 5.000 Freiwilligen mit einem Durchschnittsalter von 16 Jahren. Im Dezember desselben Jahres lag die Anzahl der Freiwilligen bei 8.000, darüber hinaus gab es Partnerschaften mit UNICEF und Übersetzer ohne Grenzen. Mit mehr als 750.000 Wörtern übersetzter Informationen zum Klimawandel erreichte die Organisation über 350.000 Personen.
2023 arbeitete Climate Cardinals mit dem KI-gestützten Translation Hub von Google Cloud zusammen, um 800.000 Wörter in 40 Sprachen zu übersetzen. Kianni zufolge wurden dadurch in drei Monaten mehr Übersetzungen produziert, als in den vorherigen zwei Jahren zusammen.
Im Jahr 2024 spendete Google.org 400.000 US-Dollar an Climate Cardinals. Dabei handelte es sich um eine der ersten Spenden von Google.org an eine von Jugendlichen geleitete Klimaorganisation.

### Anerkennung
Im Dezember 2020 wurde Kianni von der Website Motherboard des Magazins Vice zu den 20 Menschen des Jahres 2020 gezählt, da sie die Vereinigten Staaten in der Jugendbeiratsgruppe der Vereinten Nationen zum Klimawandel repräsentierte und Climate Cardinals gegründet hatte. Ein Jahr später listete die Teen Vogue sie für ihren Klimaaktivismus unter den 21 under 21 auf. Im November 2022 wurde sie für ihr Engagement als Klimaaktivistin in den Forbes 30 Under 30 für 2023 aufgelistet. Business Insider zählte sie zu den Climate Action 30 von Personen, die sich global für Lösungen des Klimawandels einsetzen. Im November 2023 wurde Kianni von der BBC in die 100-Women-Liste aufgenommen.

### Privatleben
Kianni lebt mit ihren Eltern und ihrer jüngeren Schwester in McLean. Sie besuchte die Henry Wadsworth Longfellow Middle School und die Thomas Jefferson High School for Science and Technology. Nach dem Abschluss der High School im Jahr 2020 besuchte sie die Indiana University. 2021 wechselte sie zur Stanford University, wo sie Klimawissenschaft und Gesundheitspolitik studiert.
CNN, Time und The Washington Post berichteten darüber, wie Kianni und ihre Freunde aufgrund der Kontaktbeschränkungen wegen der COVID-19-Pandemie ihre Aktivitäten und die abgesagte Prom auf Zoom-Videokonferenzen und TikTok-Videos verlagerten.